# Per voi giovani
Per voi giovani è stata una trasmissione radiofonica di musica rock e pop  trasmessa da Radio Rai negli studi di via Asiago in Roma a partire dal 1966 e fino al 1976.
In un'epoca in cui il monopolio della Rai era pressoché totale, si è contraddistinta come una delle poche trasmissioni che hanno fatto conoscere ai giovani di allora la musica rock straniera, soprattutto di genere progressive, ma anche gruppi o cantanti italiani che non venivano altrimenti trasmessi. Al riguardo, vanno comunque ricordate anche la precedente Bandiera gialla, la più "commerciale" Supersonic, Alto gradimento e Pop Off.

## Conduttori
Condotta inizialmente da Renzo Arbore, che la ideò insieme con Anna Maria Palutan, Maurizio Meschino, Anna Maria Fusco e Maurizio Costanzo, la trasmissione ebbe in seguito come conduttore Paolo Giaccio (dal 6 luglio 1970), e inoltre, dall'ottobre 1971, Claudio Rocchi (rubrica Spazio Rocchi), Carlo Massarini (Pop Club), Mario Luzzatto Fegiz (Servizio Parlato, in collegamento da Milano), Raffaele Cascone, Fiorella Gentile, Michelangelo Romano e Richard Benson.
Nell'estate del 1967 la trasmissione venne guidata da cantanti come Caterina Caselli, Patty Pravo e Sergio Endrigo. Nell'autunno 1968 Orazio Gavioli e Gregorio Donato furono nominati curatori della trasmissione.
Nell'ottobre 1972 Cascone e Massarini lasciarono il posto a Margherita Di Mauro e Paolo Testa.
Nel 1973 la trasmissione venne nuovamente condotta da Massarini e Cascone, oltre che da Massimo Villa e Riccardo Bertoncelli.
L'edizione estiva del 1974 venne condotta da Giaccio e Cascone; nel novembre di quell'anno (con la conduzione di Giaccio, Cascone, Villa e Di Mauro) la trasmissione venne ristrutturata riducendo gli spazi musicali in favore degli approfondimenti su scuola, condizione femminile, sport minori, realizzati fin dalle prime edizioni da Paolo Aleotti, Carlo Raspollini e dalla stessa Di Mauro.
Nell'edizione estiva del 1975 la guida della trasmissione è affidata a Massimo Villa e Riccardo Bertoncelli.